# Elecciones a la Asamblea de Extremadura de 2019
Las elecciones a la Asamblea de Extremadura de 2019 se celebraron el domingo 26 de mayo, de acuerdo con el Decreto dispuesto el 1 de abril y publicado en el Diario Oficial de Extremadura el día siguiente. Se eligieron los 65 diputados de la x legislatura de la Asamblea de Extremadura, 36 de ellos en la circunscripción electoral de Badajoz y 29 en la de Cáceres, mediante un sistema proporcional con listas cerradas (método D'Hondt) y un umbral electoral del 5 %, bien sobre el total de votos válidos en circunscripción o bien sobre el total de votos válidos en el conjunto de la comunidad autónoma.

## Resultados
Los resultados totales y por circunscripción correspondientes al escrutinio definitivo se detallan a continuación:
| Candidatura                                          | Candidatura                                          | Badajoz | Badajoz       | Badajoz       | Cáceres | Cáceres       | Cáceres       | Total   | Total         | Total         |
| Candidatura                                          | Candidatura                                          | Vot.    | %             | Esc.          | Vot.    | %             | Esc.          | Vot.    | %             | Esc.          |
| ---------------------------------------------------- | ---------------------------------------------------- | ------- | ------------- | ------------- | ------- | ------------- | ------------- | ------- | ------------- | ------------- |
|                                                      | Partido Socialista Obrero Español (PSOE)             | 183 249 | 48,54         | 20            | 104 370 | 43,95         | 14            | 287 619 | 46,77         | 34            |
|                                                      | Partido Popular (PP)                                 | 99 076  | 26,24         | 10            | 69 906  | 29,44         | 10            | 168 982 | 27,48         | 20            |
|                                                      | Ciudadanos-Partido de la Ciudadanía (Cs)             | 42 014  | 11,13         | 4             | 26 329  | 11,09         | 3             | 68 343  | 11,11         | 7             |
|                                                      | Unidas por Extremadura (Podemos-IU-Equo-Extremeños)  | 25 722  | 6,81          | 2             | 18 587  | 7,83          | 2             | 44 309  | 7,20          | 4             |
| Vox (Vox)                                            | Vox (Vox)                                            | 17 980  | 4,76          | 0             | 11 012  | 4,64          | 0             | 28 992  | 4,71          | 0             |
| Extremadura Unida (Extremadura Unida)                | Extremadura Unida (Extremadura Unida)                | 1530    | 0,41          | 0             | 2440    | 1,03          | 0             | 3970    | 0,65          | 0             |
| Partido Animalista Contra el Maltrato Animal (PACMA) | Partido Animalista Contra el Maltrato Animal (PACMA) | 1908    | 0,51          | 0             | 1552    | 0,65          | 0             | 3460    | 0,56          | 0             |
| Organización para la Defensa de lo Público (ODP)     | Organización para la Defensa de lo Público (ODP)     | 1422    | 0,38          | 0             | -       | -             | 0             | 1422    | 0,23          | 0             |
| Actúa (PACT)                                         | Actúa (PACT)                                         | 665     | 0,18          | 0             | 646     | 0,27          | 0             | 1311    | 0,21          | 0             |
| Por Un Mundo Más Justo (PUM+J)                       | Por Un Mundo Más Justo (PUM+J)                       | 555     | 0,15          | 0             | -       | -             | 0             | 555     | 0,09          | 0             |
| Contigo Somos Democracia (Contigo)                   | Contigo Somos Democracia (Contigo)                   | -       | -             | 0             | 441     | 0,19          | 0             | 441     | 0,07          | 0             |
| En blanco                                            | En blanco                                            | 3427    | 0,91          | n/a           | 2184    | 0,92          | n/a           | 5611    | 0,91          | n/a           |
| Votos válidos                                        | Votos válidos                                        | 377 548 | 100,00        | 36            | 237 467 | 100,00        | 29            | 615 015 | 100,00        | 65            |
| Votos nulos                                          | Votos nulos                                          | 4835    | Part. 68,89 % | Part. 68,89 % | 3438    | Part. 69,85 % | Part. 69,85 % | 8273    | Part. 69,26 % | Part. 69,26 % |
| Votantes                                             | Votantes                                             | 382 383 | Part. 68,89 % | Part. 68,89 % | 240 905 | Part. 69,85 % | Part. 69,85 % | 623 288 | Part. 69,26 % | Part. 69,26 % |
| Electores                                            | Electores                                            | 555 052 | Part. 68,89 % | Part. 68,89 % | 344 878 | Part. 69,85 % | Part. 69,85 % | 899 930 | Part. 69,26 % | Part. 69,26 % |

## Diputados electos
Relación de diputados proclamados electos en cada una de las dos circunscripciones electorales. Carlos Javier Rodríguez Jiménez, candidato en el número 19 de la lista del PSOE por Badajoz —posiblemente inelegible por su cargo de director general— no aparece proclamado como diputado electo, siendo reemplazado en la lista de candidatos electos por Antonio Luis Vélez Saavedra.
| N.º | Nombre                               | Lista | Lista                      |
| --- | ------------------------------------ | ----- | -------------------------- |
| 1   | Guillermo Fernández Vara             |       | PSOE                       |
| 2   | José Antonio Monago Terraza          |       | PP                         |
| 3   | Estrella Gordillo Vaquero            |       | PSOE                       |
| 4   | Rafael Damián Lemus Rubiales         |       | PSOE                       |
| 5   | Inmaculada Sánchez Polo              |       | PP                         |
| 6   | María Sol Mateos Nogales             |       | PSOE                       |
| 7   | David Salazar Pachón                 |       | Cs                         |
| 8   | Valentín Cortés Cabanillas           |       | PSOE                       |
| 9   | Javier Cienfuegos Pinilla            |       | PP                         |
| 10  | María de la Cruz Buendía Lozano      |       | PSOE                       |
| 11  | José María Vergeles Blanca           |       | PSOE                       |
| 12  | Irene de Miguel Pérez                |       | Podemos-IU-Extremeños-Equo |
| 13  | Gema María Cortés Luna               |       | PP                         |
| 14  | María Isabel Gil Rosiña              |       | PSOE                       |
| 15  | Marta Pérez Guillén                  |       | Cs                         |
| 16  | Ricardo Andrés Utrera Fernández      |       | PSOE                       |
| 17  | Juan Parejo Fernández                |       | PP                         |
| 18  | María Ángeles Camacho Soriano        |       | PSOE                       |
| 19  | Andrés Moriano Saavedra              |       | PSOE                       |
| 20  | Bibiano Serrano Calurano             |       | PP                         |
| 21  | Ana Belén Fernández González         |       | PSOE                       |
| 22  | María del Pilar Gómez de Tejada Díaz |       | PP                         |
| 23  | Juan Antonio González Gracia         |       | PSOE                       |
| 24  | Joaquín Vicente Prieto Tobalo        |       | Cs                         |
| 25  | Soraya Vega Prieto                   |       | PSOE                       |
| 26  | Joaquín Macías Rodríguez             |       | Podemos-IU-Extremeños-Equo |
| 27  | Luís Alfonso Hernández Carrón        |       | PP                         |
| 28  | Pedro Blas Vadillo Martínez          |       | PSOE                       |
| 29  | Catalina Paredes Menea               |       | PSOE                       |
| 30  | Consuelo de Fátima Rodríguez Píriz   |       | PP                         |
| 31  | Felipe Redondo Milara                |       | PSOE                       |
| 32  | Fernando Baselga Laucirica           |       | Cs                         |
| 33  | Monserrat Caldeira Cidre             |       | PSOE                       |
| 34  | Hipólito Pacheco Delgado             |       | PP                         |
| 35  | María Piedad Álvarez Cortés          |       | PSOE                       |
| 36  | Antonio Luís Vélez Saavedra          |       | PSOE                       |

| N.º | Nombre                           | Lista | Lista                      |
| --- | -------------------------------- | ----- | -------------------------- |
| 1   | Miguel Ángel Morales Sánchez     |       | PSOE                       |
| 2   | Fernando Jesús Manzano Pedrera   |       | PP                         |
| 3   | Blanca Martín Delgado            |       | PSOE                       |
| 4   | Cristina Elena Teniente Sánchez  |       | PP                         |
| 5   | Vicente Valle Barbero            |       | PSOE                       |
| 6   | Cayetano Polo Naharro            |       | Cs                         |
| 7   | Lara Garlito Batalla             |       | PSOE                       |
| 8   | Laureano León Rodríguez          |       | PP                         |
| 9   | Eduardo Béjar Martín             |       | PSOE                       |
| 10  | Álvaro Jaén Barbado              |       | Podemos-IU-Extremeños-Equo |
| 11  | María Mercedes Morán Álvarez     |       | PP                         |
| 12  | María Begoña García Bernal       |       | PSOE                       |
| 13  | Jorge Amado Borrella             |       | PSOE                       |
| 14  | Diego Sánchez Duque              |       | PP                         |
| 15  | José María Casares Sánchez       |       | Cs                         |
| 16  | María Esther Gutiérrez Morán     |       | PSOE                       |
| 17  | María Elena Nevado del Campo     |       | PP                         |
| 18  | Carlos Javier Labrador Pulido    |       | PSOE                       |
| 19  | Teresa Nuria García Ramos        |       | PSOE                       |
| 20  | Juan Luís Rodríguez Campos       |       | PP                         |
| 21  | Juan Ramón Ferreira Alonso       |       | PSOE                       |
| 22  | Lorena Rodríguez Lucero          |       | Podemos-IU-Extremeños-Equo |
| 23  | María Encarnación Martín Andrada |       | Cs                         |
| 24  | María del Pilar Pérez García     |       | PP                         |
| 25  | Rosa Ana Chamorro Serrano        |       | PSOE                       |
| 26  | Fernando Ayala Vicente           |       | PSOE                       |
| 27  | Saturnino López Marroyo          |       | PP                         |
| 28  | María Isabel Barquero Mariscal   |       | PSOE                       |
| 29  | Víctor Gerardo del Moral Agúndez |       | PP                         |

## Acontecimientos posteriores
Elección e investidura del presidente de la Junta
La votación para la investidura del Presidente de la Junta en la Asamblea de Extremadura tuvo el siguiente resultado:[cita requerida]
| Candidato                         | Fecha                                                   | Voto       |    |    |   |   | Total |
| --------------------------------- | ------------------------------------------------------- | ---------- | -- | -- | - | - | ----- |
| Guillermo Fernández Vara (PSOE-E) | 25 de junio de 2019 Mayoría requerida: Absoluta (33/65) | Sí         | 34 |    |   |   | 34/65 |
| Guillermo Fernández Vara (PSOE-E) | 25 de junio de 2019 Mayoría requerida: Absoluta (33/65) | No         |    | 20 |   |   | 20/65 |
| Guillermo Fernández Vara (PSOE-E) | 25 de junio de 2019 Mayoría requerida: Absoluta (33/65) | Abstención |    |    | 7 | 4 | 11/65 |